# Der kranke Königssohn
Der kranke Königssohn, auch Antiochos und Stratonike, von Antonio Bellucci ist ein Rokoko-Gemälde der Gemäldegalerie Alter Meister in Kassel.

## Bildbeschreibung
Das Rokoko-Gemälde von 1700 stellt den jungen Antiochos I. Soter, den Sohn des Seleukos I. Nikator  auf dem Krankenbett dar. Die Ursache seiner Krankheit ist die geheime Liebe zu seiner jungen Stiefmutter Stratonike I., links im Bild. Nachdem Seleukos von der geheimen Liebe erfährt, gibt er Stratonike seinem Sohn Antiochos zur Gemahlin. Das monumentale Gemälde gibt den Moment wieder, in dem der Arzt die Liebe des Antiochos zu Stratonike entdeckt. Die Geste des Königs Seleukos deutet bereits auf seinen Verzicht zu Gunsten seines Sohnes hin.

## Literarische Erwähnung
Der junge Johann Wolfgang von Goethe, der das Gemälde gründlich in Kassel studierte, beschrieb das Gemälde mehrfach in seinem Bildungsroman Wilhelm Meisters Wanderjahre. Es regte ihn nachhaltig zu den Leiden des jungen Werther an.